# Calligra Suite
Calligra Suite is een kantoorsoftwarepakket en is een voortzetting van KOffice. Calligra is beschikbaar voor pc's, tablets en smartphones. Het bevat programma's voor tekstverwerking, spreadsheets, presentaties, databases, vectorafbeeldingen en digitale beeldbewerking.
Calligra maakt standaard gebruik van het OpenDocument-formaat (ODF) en kan ook andere bestandsformaten importeren, zoals Microsoft Office-formaten. Calligra is ontwikkeld voor KDE.

## Onderdelen
- Calligra Words, een tekstverwerker.
- Calligra Sheets (voorheen KSpread en Calligra Tables), een spreadsheetapplicatie.
- Kexi, een programma voor het werken met databases met beperkte ondersteuning voor het Microsoft Access-bestandsformaat.
- Calligra Stage (voorheen KPresenter), een presentatieprogramma.
- Karbon (voorheen Karbon14), een vectortekenprogramma.
- Calligra Plan (voorheen KPlato), een projectbeheerapplicatie die Gantt-charts kan maken.
- Krita (voorheen Krayon en KImageshop), een digitaal tekenprogramma met enkele bewerkingsmogelijkheden (apart te installeren).[2]

Verwijderde onderdelen:
- Braindump, een notitieprogramma.
- Author, een e-boekprogramma (van versie 2.6 tot 3.0[3][2])
- Calligra Flow (voorheen Kivio)[2] - wordt samengevoegd met Karbon[4]

## Geschiedenis
Calligra Suite ontstond als een fork en voortzetting van KOffice.

### Versiegeschiedenis
- 2.5.4 - 21 november 2012
- 2.6 RC 1 - 31 oktober 2012[5]
- 2.6 RC 3 (2.5.94) - 18 januari 2012[6]
- 2.6 - 5 februari 2013[7]
- 2.7 - 1 augustus 2013[8]
- 2.8 - 5 maart 2014[9][10]
- 2.8.1 - 28 maart 2014
- 2.8.2 - 16 april 2014
- 2.9 - 26 februari 2015
- 2.9.9 - 5 november 2015
- 3.0 - 15 januari 2017[2]
- 3.1.0 - 1 februari 2018
- 3.2.0 - 29 april 2020